# Rodrigo Morte
Rodrigo Morte (São Paulo, ) é um compositor, arranjador, produtor musical, pianista e educador brasileiro. Atua na produção de fonogramas, trilhas sonoras para cinema, televisão e publicidade.

## Carreira musical
Rodrigo Morte foi o arranjador da Orquestra Jazz Sinfônica do Estado de São Paulo de 1999 até fevereiro de 2013, quando aceitou covite para dirigir a Orquestra Sinfônica Municipal de Campinas.
Já trabalhou com orquestras como a Orchestre National d’Île de France, Hollywood Studio Orchestra, Westchester Jazz Orchestra, Greensboro Symphonic Orchestra, SoundScape Big-Band, Orquestra Petrobras Sinfônica e a Aspen Festival Orchestra.
É graduado em música popular pela Universidade Estadual de Campinas (Unicamp) e possui mestrado em composição e arranjo pela Universidade de Miami, como bolsista integral da CAPES. Estudou com Cyro Pereira, Hilton Valente (Gogô), Gary Lindsay e Ron Miller.
Já escreveu para Rosa Maria Faria Passos , Dave Liebman, Maria Rita, Gal Costa, João Donato, Toninho Horta, Arnaldo Antunes, Yamandú Costa, Hamilton de Holanda, Lulu Santos, Ed Motta, César Camargo Mariano, Leo Gandelman, Luís Melodia, Esterzinha de Souza, Chico Pinheiro, Raul de Souza, Mozar Terra, Paulo Sérgio Santos, Daniela Mercury, Ted Nash, Ben Allison, Michael Blake e o Collective Jazz Composers, Jane Monheit, Paulinho da Viola entre outros. Colaborou também em projetos de Ney Rosauro, Nestor Torres, Osvaldo Lenine Macedo Pimentel e Maria Schneider.

## Prêmio e comissões
- Tributo a Elis Regina - Rosa Passos e a Orquestra Jazz Sinfônica - Arranjador.
- Especial “Novos Compositores” – Orquestra Jazz Sinfônica – Compositor convidado.
- Noventa anos de Dorival Caymmi - Orquestra Jazz Sinfônica – Compositor convidado.
- Melhor Música Original - Cannes Film Festival – pela trilha do filme “Big Sister”.
- Outstanding Performance in Jazz Composition – Down Beat Magazine’s Student Music Awards.
- ASCAP Film Scoring Workshop Fellowship.
- Excelência Acadêmica - Escola de Graduação/Universidade de Miami.
- Bolsa integral do programa ApArtes/CAPES para especialização no exterior.

## Projetos
2007
- Tributo a Elis Regina - Rosa Passos e a Orquestra Jazz Sinfônica - arranjador
- Cem Anos da Alpargatas - Celine Imbert, Virginia Rosa e Rubens Ribeiro com a Orquestra Talento Brasileiro - diretor musical / arranjador

2006
- Ainda Somos os Mesmos – filme de Marcus Sigrist - compositor
- Especial “Brazilian Jazz” – Westchester Jazz Orchestra – arranjador
- Avon Women in Concert – com Daniela Mercury – arranjador
- Lenine com a Orquestra Petrobras - arranjador

2005
- Avon Women in Concert – com Margareth Menezes – arranjador
- Ano do Brasil na França – Lenine com a “Orchestre National d’Ile de France” - arranjador
- Avon Women in Concert – com Milton Nascimento,Vanessa da Mata e Marina Machado – arranjador

2004
- Anos da Sukyo Mahikari no Brasil – concerto com participação do compositor  Japonês Shigeaki Saegusa e do maestro Yukimasa Morimoto – diretor artístico.

2003
- Noventa anos de Vinícius de Moraes – Orquestra Jazz Sinfônica - arranjador
- Tributo a Moacir Santos – Orquestra Jazz Sinfônica  – arranjador
- CD “Cheap Talking” – Rocking Horse - produtor
- Love Songs of the Century – Greensboro Symphony Orchestra - arranjador
- Big Sister – Curta dirigido por Estela Morales – compositor

2002
- CD “Planos Opostos” – Sergio Molina - tecladista
- Prêmio Outstanding Performance in Jazz Composition do Student Music Awards da revista DownBeat.

2001
- CD “The Frog” – João Donato Trio e Orquestra Jazz Sinfônica – arranjador

1998
- CD “ Reflexo Futuro” – Sérgio Molina - pianista